# Mariann Budde
Mariann Edgar Budde, přechýleně Buddeová (10. prosince 1959, Summit, New Jersey, USA) je americká duchovní a biskupka Episkopální církve. Od roku 2011 působí jako biskupka diecéze ve Washingtonu, D. C., kde se stala první ženou v této funkci. Předtím působila 18 let jako rektorka kostela sv. Jana v Minneapolis v Minnesotě.

## Život
Mariann Budde vyrůstala v obci Flanders v New Jersey a později v Coloradu po rozvodu rodičů. Navštěvovala střední školu West Morris Mount Olive High School. Její matka Ann Björkman pocházela ze Švédska a otec William Edgar byl Američan.
V roce 1982 absolvovala Univerzitu v Rochesteru s titulem bakaláře umění (BA) v oboru historie s vyznamenáním magna cum laude. Následující studium na Virginském teologickém semináři ukončila v roce 1989 získáním titulu Master of Divinity (MDiv) a v roce 2008 titulu Doctor of Ministry (DMin).
V roce 1986 se provdala za Paula Buddeho. Mají společně dva syny.

## Kariéra
Mariann Budde zahájila svou kariéru ve městské misii v Arizoně a jako misionářka v Hondurasu. V roce 1973 se začala připravovat na duchovní službu v Episkopální církvi. Roku 1988 přijala první stupeň svěcení v rámci křesťanských církví, které tuto praxi umožňují. Diakonka (nebo diakon v mužském případě) je pověřena službou a pomocí v rámci církevního společenství. Kněžské svěcení absolvovala 4. března 1989. Zpočátku působila jako asistentka kněze v kostele Nejsvětější Trojice v Toledu v Ohiu.
Od roku 1993 až do své volby biskupkou v roce 2011 působila jako rektorka kostela sv. Jana v Minneapolis, kde se zaměřovala na pastoraci a rozvoj komunity. Často odkazuje na biblický příběh o zázraku rozmnožení chlebů a ryb jako na inspiraci pro svou službu.

### Biskupka ve Washingtonu, D. C.
Mariann Budde byla 18. června 2011 zvolena devátou biskupkou diecéze ve Washingtonu. Věnovala se pastoraci 86 farností a 10 škol ve Washingtonu, D.C. a čtyřech okresech v Marylandu. Slavnostní vysvěcení proběhlo 12. listopadu 2011 v Katedrále sv. Petra a Pavla ve Washingtonu za účasti hlavní biskupky Katharine Jefferts Schori.
Budde se proslavila svou odvahou řešit kontroverzní témata. Pod jejím vedením byly odstraněny vitráže věnované generálům Konfederace Robertu E. Leemu a Stonewallu Jacksonovi z Washingtonského národního chrámu a nahrazeny novými okny znázorňujícími boj za občanskou rovnoprávnost Afroameričanů.
V říjnu 2018 vedla pohřební obřad Matthewa Sheparda v Katedrále sv. Petra a Pavla. V červnu 2020, během protestů po smrti George Floyda, kritizovala použití násilí proti demonstrantům před kostelem sv. Jana v Lafayette Square, kde prezident Donald Trump pořídil kontroverzní fotografii s biblí.

### Prosba Donaldu Trumpovi o soucit
V lednu 2025 promluvila na ekumenickém obřadu po inauguraci Donalda Trumpa do úřadu prezidenta. Ve svém kázání apelovala na soucit a milosrdenství vůči zranitelným skupinám obyvatelstva, včetně LGBTQ+ komunit a uprchlíků. Trump její projev ostře kritizoval.

### Publikace
- Sbírání úlomků: Kázání jako duchovní praxe (Up The Fragments: Preaching as Spiritual Practice) r. 2009
- Přijímání Ježíše: Cesta lásky (Receiving Jesus: The Way of Love) r. 2019
- Jak se učíme být odvážní: Rozhodující okamžiky v životě a víře (How We Learn to Be Brave: Decisive Moments in Life and Faith) r. 2023

### Ocenění
V roce 2012 obdržela čestný doktorát teologie (Doctor of Divinity) od Virginského teologického semináře.